# حي الآثوريين
حي الآثوريين هو أحد أحياء منطقة الدورة جنوب العاصمة العراقية بغداد. وقد سمي بحي الآثوريين وذلك لأن غالبية سكانه من المسيحيين الآشوريين.وقد شهد هذا الحي بعد الغزو الأمريكي مشاكل أمنية عدة من عمليات ضد القوات الأمريكية والحكومية وتفجيرات ارهابية وعمليات تهجير طائفية ضد الشيعة والمسيحيين كجزء من الصراع الطائفي الذي يدور في العراق وفي مدينة بغداد بالاخص.وشهد الحي هجمات مختلفة منها التي استهدفت السوق الشعبي المعروف سوق الاثوريين.وقد هجر أو أو اجبر على ترك الحي أغلب السكان المسيحيين مما اثر ذلك على التكوين الديموغرافي المعروف لهذا الحي ولعدة عقود مضت.و يوجد في الحي كنيسة القديسة شموني والتي بقيت مفتوحة في ظروف صعبة والذي يتجول في شوارع الحي يظن انه في إحدى قرى الشمال المسيحية حيث البيوت المتشابهة والهدوء الجميل الذي تفتقده احياء بغداد الشعبية. كانت تصل أعداد المسيحيين في منطقة الدورة حوالي 150,000 نسمة لتنخفض حاليًا 1,500 بسبب الهجرة المسيحية على خلفية أعمال العنف والفلتان الأمني.